# Směrnice Evropské unie
Směrnice EU je normativním právním aktem Evropské unie. Směrnice je specifický nástroj harmonizace předpisů členských států, především v oblasti, kde má EU jen nevýlučné pravomoci. Vedle unijních nařízení a unijních normativních rozhodnutí jsou směrnice jedním ze tří základních normativních aktů orgánů EU. Adresáty směrnic jsou přímo členské státy – většinou všechny, je však možné, aby směrnice byla určena jen několika členským státům. Směrnice jsou transponovány (včleněny) do právního řádu daného státu.
Směrnice je legislativním aktem Evropské unie, který členským státům určuje, aby dosáhly konkrétního cíle, aniž by diktovala, jakými prostředky daného cíle dosáhnout. Jsou odlišné od nařízení, které je tzv. self-executing a nevyžaduje přímou implementaci do právního řádu členského státu. Směrnice obvykle poskytují prostor členským státům pro to, aby přijala daná pravidla podle svého právního řádu. Směrnice mohou být přijaty několika legislativními procedurami podle toho, jaký mají obsah.

## Právní základ
Právním základem pro přijetí směrnice je Smlouva o fungování Evropské unie, konkrétně Článek 288 (bývalý článek 249 Smlouvy o ES). Rada může delegovat legislativní pravomoc Komisi a podle relevantního odvětví a patřičné legislativní procedury mohou obě instituce vydávat právní předpisy. Existuje regulace pro Radu a regulace pro Komisi, přičemž článek 288 nerozlišuje mezi legislativními (zákonodárnými) a administrativními akty, jak se tomu děje u národních právních systémů.

## Definice směrnice
„Pro výkon pravomocí Unie přijímají orgány nařízení, směrnice, rozhodnutí, doporučení a stanoviska.
Nařízení má obecnou působnost. Je závazné v celém rozsahu a přímo použitelné ve všech členských státech.
Směrnice je závazná pro každý stát, kterému je určena, pokud jde o výsledek, jehož má být dosaženo, přičemž volba formy a prostředků se ponechává vnitrostátním orgánům.
Rozhodnutí je závazné v celém rozsahu. Pokud jsou v něm uvedeni ti, jimž je určeno, je závazné pouze pro ně.
Doporučení a stanoviska nejsou závazná.“
Výsledku směrnice (tedy harmonizace vnitrostátních úprav) je dosaženo tehdy, když každý stát zajistí řádné (obsahově správné a včasné) promítnutí obsahu směrnice do vnitrostátního transpozičního opatření, zajistí jeho řádnou aplikaci a vymahatelnost a oznámí transpoziční opatření Komisi. Uvážení členských států formy a prostředků transpozičního předpisu je pro směrnici typické, avšak je omezeno minimálními požadavky transpozice: transpoziční opatření musí přesně odrážet obsah směrnice, způsob transpozice musí být jasný, přesný a transparentní a transpoziční opatření musí mít formu obecně závazného předpisu. Lhůta k dosažení účelu směrnice je státům stanovena většinou na 2 až 4 roky. Tento výsledek je dosažen cestou transpozice směrnice, tedy přijetím prováděcího opatření, nejde tedy o recepci ve smyslu mezinárodního práva.
Samotná definice směrnice může být v izolované formě poněkud zavádějící. Je třeba ji brát a chápat v systematickém kontextu některých dalších článků  SFEU (např. čl. 114, 153, 168, 169 či 193) a také v kontextu relevantní judikatury Evropského soudního dvora.

## Struktura směrnic a jejich kategorizace
Směrnice EU mohou být z hlediska struktury značně rozmanité, při určité generalizaci však lze definovat typickou strukturu směrnice. Tu zpravidla tvoří následující části – typy ustanovení směrnice:
1. název směrnice
2. preambule
3. vymezení rozsahu působnosti
4. vymezení základních pojmů
5. vlastní úprava otázek spadajících do působnosti směrnice
6. ostatní ustanovení
7. autentifikační podpisy a případné opravy
8. přílohy

Směrnice lze kategorizovat na základě mnoha kritérií. Jejich tematické kategorie lze rozčlenit dle Rejstříku platných právních předpisů EU, který dělí všechny unijní předpisy do 20 různě obsahově zaměřených kapitol, dle kterých je patrná velká rozmanitost jejich předmětu úpravy. Nejvíce směrnic je obsaženo v obsahové kapitole č. 13 Průmyslová politika a vnitřní trh.
Od vstupu do EU v roce 2004 do roku 2014 přijala Česká republika 496 směrnic.

## Vznik směrnice
Text návrhu směrnice (v případě spolurozhodování více institucí, k čemuž obvykle dochází) je připraven po konzultaci s vlastními odborníky a odborníky členských států Komisí. Návrh je prezentován Parlamentu a Radě – složených z odpovídajících ministrů nebo členů vlády, nejprve pro zhodnocení a vyjádření a následně pro schválení či odmítnutí.

## Právní následky
Směrnice jsou závazné pro ty členské státy, kterým jsou adresované, což může být jeden stát nebo skupina států. Obecně se ale dá říci, že kromě směrnic týkajících se společné zemědělské politiky, jsou směrnice většinou adresovány všem členským státům.

## Implementace
Když jsou směrnice přijaty, poskytují členským státům časový rozvrh pro implementaci požadovaného výsledku. Někdy se stává, že právní systém členského státu už danému výsledku odpovídá, takže dotyčný stát má za úkol tento předpis pouze udržet tak, jak je. Častěji se ale setkáme s tím, že je třeba právní předpisy členských států změnit (tzv. transpozice), aby mohla být směrnice správně implementována. To se stává v 99 % případů. V případě, že se členskému státu nepodaří schválit požadovanou právní úpravu nebo tato plně neodpovídá požadavkům směrnice, Evropská komise může proti danému členskému státu zahájit soudní proces u Evropského soudního dvora. To se také může stát, pokud teoreticky úspěšně uskutečnil transpozici směrnice, ale prakticky se jí neřídí. K 1. 5. 2008 probíhalo u ESD 1298 těchto případů.

## Přímý efekt
Přestože směrnice neměly být závazné před tím, než byly implementovány členskými státy, ESD svou judikaturou stanovil zásadu přímého účinku – neimplementované nebo nezdárně implementované směrnice mohou ve skutečnosti být přímo právně závazné. V případě Francovich vs. Itálie shledal soud členské státy odpovědné a povinné zaplatit náhradu škody jednotlivcům a obchodním společnostem, kteří utrpěli škodu neprovedením nebo špatnou implementací směrnice.

## Příklady směrnic EU
- směrnice o harmonizaci autorského práva
- RoHS, o omezení nebezpečných látek v elektrických a elektronických zařízeních
- směrnice o elektronické fakturaci
- směrnice o opatřeních k zajištění vysoké společné úrovně bezpečnosti sítí a informačních systémů (NIS) a následnická směrnice NIS2
- směrnice o podávání zpráv podniků o udržitelnosti (CSRD) nahrazující starší směrnici o nefinančním reportování (NFRD) a řešící udržitelné investování